# Mesochra lindbergi
Mesochra lindbergi är en kräftdjursart som beskrevs av Petkovski 1964. Mesochra lindbergi ingår i släktet Mesochra och familjen Canthocamptidae. Inga underarter finns listade i Catalogue of Life.